# Trexenta

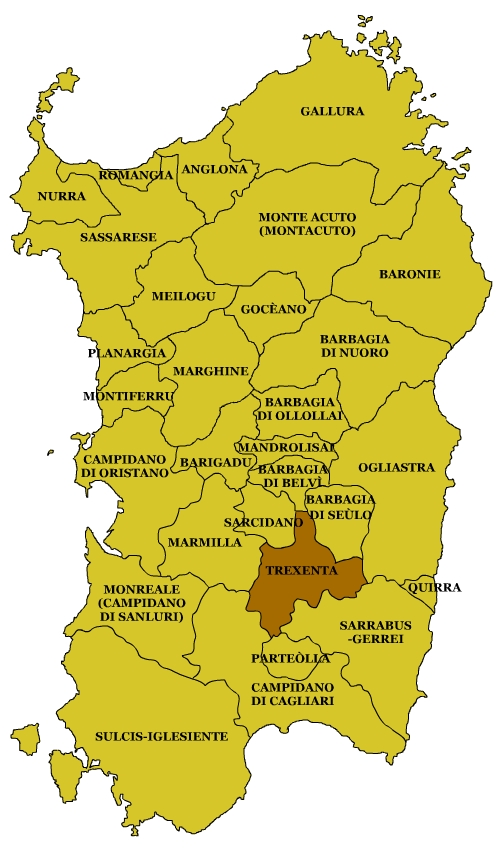
Subregión de Trexenta.

Trexenta es una comarca (subregión histórica) situada en el sureste de la isla de Cerdeña, Italia. Posee una extensión de 412,4 km², y comprende 13 municipios. La parte oriental es montañosa, mientras que la occidental es más llana.
Está situada en la provincia de Cerdeña del Sur, y limita al norte con las comarcas (subregiones) de Sarcidano, Barbagia di Seùlo y Barbagia di Belvì, al sur con Campidano di Cagliari y Parteòlla, al este con Marmilla y al oeste con Sarrabus-Gerrei.
En el territorio abundan los viñedos, los olivares y los campos de cereales. Entre los lugares de interés más destacados se encuentran la catedral románica de San Pietro, situada en el municipio de Suelli, los numerosos asentamientos nurágicos de Senorbì, o la iglesia neoclásica de Santa Maria Assunta, en Guasila.
Posiblemente sea el complejo nurágico de Piscu, en Suelli, el testimonio de poblamiento humano más antiguo que se documenta en la región. Durante la Edad Media, el territorio formó parte del Reino o Juzgado de Cagliari.

## Origen del nombre
El término Trexenta deriva del plural neutro latín trescenta, y probablemente hacía referencia a alguna medida agrícola o a la existencia de trescientas entidades, como graneros, granjas, etc.

## Municipios
En el territorio se encuentran los siguientes municipios:
- Barrali;
- Gesico;
- Guamaggiore;
- Guasila;
- Mandas;
- Ortacesus;
- Pimentel;
- Sant'Andrea Frius;
- San Basilio;
- Selegas;
- Senorbì;
- Siurgus Donigala;
- Suelli.